# Jim Valentino
Pour les articles homonymes, voir Valentino.
Jim Valentino est un auteur de comics américain né le 28 octobre 1952 dans le Bronx à New York.

## Biographie
Il commence sa carrière à la fin des années 1970 avec des comics à petite diffusion, auto-produits, comme Christmas Comics, Kid Stuf’ et d'autres. Son travail est rapidement remarqué par Dave Sim et Deni Loubert qui produisent sa première série en couleurs, Normalman, en 1984. Loubert le fait publier en 1985 par sa maison d'édition Renegade Press, ainsi que sa série suivante éponyme, Valentino.
Il travaille ensuite sur des storyboards pour des films d'animation, avant de rejoindre Marvel Comics à la fin des années 1980, pour travailler notamment sur les séries What If ? et Guardians of the Galaxy.
Revendiquant plus de contrôle sur leur travail, lui et six autres artistes (les autres étant Marc Silvestri, Rob Liefeld, Jim Lee, Erik Larsen, Todd McFarlane et Whilce Portacio) quittent Marvel pour former Image Comics en 1992.
Il y lance une série sur un super-héros hyper-violent et sidéen de sa création : Shadowhawk. Il publie aussi chez Image des recueils de ses premiers travaux autobiographiques intitulés Vignettes, et le comics acclamé par la critique A Touch of Silver.
Éditeur d'Image Comics entre 1999 et 2004, Valentino amène à la société des auteurs renommés comme Brian Michael Bendis, Warren Ellis, James Robinson, John Romita Jr. ou Joseph Michael Linsner.
Il vit actuellement dans le sud de la Californie avec ses fils Aaron et Joel.
En 2005, il a relancé Shadowhawk avec d'autres titres chez Image sous la bannière Shadowline.

## Prix
- 1995 :  Prix Yellow-Kid, au Festival de bande dessinée de Lucques